# Sony α380
Sony α380 (oznaczenie fabryczne DSLR-A380) – lustrzanka cyfrowa (ang. DSLR, Digital Single Lens Reflex Camera) z serii α3xx (następca modelu α350), przeznaczona dla początkujących użytkowników, wyprodukowana przez firmę Sony i dostępna na rynku od maja 2009 do czerwca 2010. Wyposażona jest w matrycę CCD o efektywnej rozdzielczości 14.2 megapiksela (APS-C), uchylny w pionie ekran LCD o przekątnej 2.7 cala i rozdzielczości 230 tys. punktów z funkcją podglądu obrazu na żywo (Live View) oraz wyjścia USB i HDMI. Aparat posiada bagnet na obiektywy rodziny Sony Alfa, dzięki czemu współpracuje z obiektywami Konica Minolta. Posiada wbudowaną, chowaną lampę błyskową. Wbudowany w korpus aparatu system SteadyShot umożliwia redukcję drgań matrycy również przy wykonywaniu fotografii z użyciem obiektywów nieposiadających wewnętrznej stabilizacji (np obiektywach amatorskich lub pochodzących z lustrzanek analogowych M42 - mocowanych z pomocą adaptera Sony Alfa/Konica Minolta do M42).

## Cechy aparatu
- stabilizacja matrycy wbudowana w korpusie,
- uchylny wyświetlacz wysokiej jakości,
- tryb Live View z szybkim autofokusem,
- wydajny akumulator,
- interfejsy USB i HDMI,
- niskie szumy przy wysokich wartościach ISO[1]